# Irwin Chanin

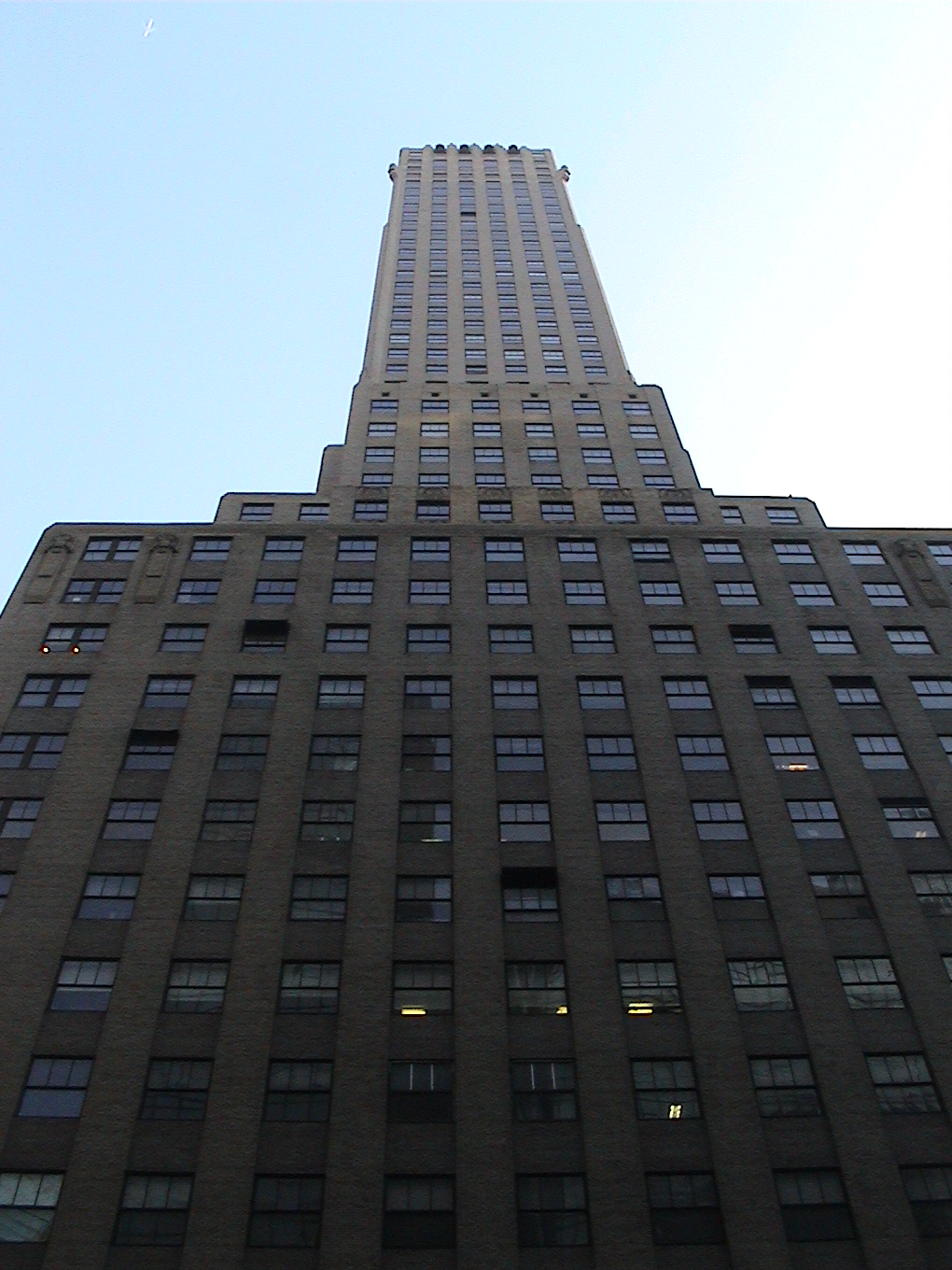
Chanin Building, terminado en 1929, tiene 56 plantas.

Irwin Salmon Chanin (29 de octubre de 1891 – 24 de febrero de 1988) fue un arquitecto estadounidense. Miembro de la generación art deco, construyó rascacielos y teatros en Broadway.

## Biografía
Irwin Chanin en el seno de una familia judía. Sus padres eran de origen polaco y de Poltava, Ucrania. En 1915, se graduó de la Cooper Union, con un título en ingeniería civil. En 1919, él y su hermano Henry fundaron Chanin Construction Company. En 1925, se construyó en la calle 46 un teatro, el primero de los seis teatros que luego se construyeron en Broadway. En 1930, construyó una con dos torres cooperativa de vivienda de los rascacielos llamado El Majestuoso y, a continuación, The Century, tanto en Central Park West. Otros edificios notables son el Chanin Building, Richard Rodgers Theatre, el Hotel Lincoln (ahora Row NYC Hotel), el Hotel Beacon y el teatro del complejo World Apparel Center.
Chanin también fue conocida por el desarrollo de la "Green Acres" de la sección de Valley Stream, NY. Suelo se rompió en 1936, pero solo en la Fase I (conocida como la "parte vieja") se completó antes de la Segunda Guerra Mundial. Después de la guerra se reanudó la construcción y de la "nueva sección" se terminó en 1959. Esta sección incluye el equilibrio de las viviendas, el Camino Forestal de la Escuela Primaria, el Centro Comercial Green Acres (ahora, el Green Acres Mall) y el Green Acres de Jardín de los Apartamentos.
Fue presidente de Chanin Theatres Corporation, de la que su hermano Henry I. Chanin fue tesorero. En 1981, la Cooper Union cambiado el nombre de su escuela de arquitectura después de él.

## Vida privada
En 1921, Chanin se casó con Sylvia Schofler; murió en 1976. Sus hijos, incluidos sus hijos Paul Richard Chanin (fallecido en 2009) y Marcy Chanin (fallecido en 1997), y las hijas de Doris Chanin Freedman (murió en 1981) y Joan Chanin Schwartz. Irwin Chanin murió el 24 de febrero de 1988. Su funeral se celebró en la sinagoga Stephen Wise de Manhattan.